# Mother's Joy
Mother's Joy è un cortometraggio muto del 1923 diretto da Ralph Ceder, prodotto da Hal Roach con Stan Laurel.
Il cortometraggio della durata di 20 minuti uscì nelle sale il 23 dicembre 1923.

## Trama
Magnus Dippytack è un vetturino che vuole insegnare a suo figlio il mestiere, soltanto che lui combina solamente pasticci. I guai continuano quando lui di innamora di una dolce ragazza.

## Produzione
Il film fu prodotto dalla Hal Roach Studios.

## Distribuzione
Distribuito dalla Pathé Exchange, il film - un cortometraggio in due bobine - uscì nelle sale USA il 23 dicembre 1923.